# Personalunion zwischen Großbritannien und Hannover

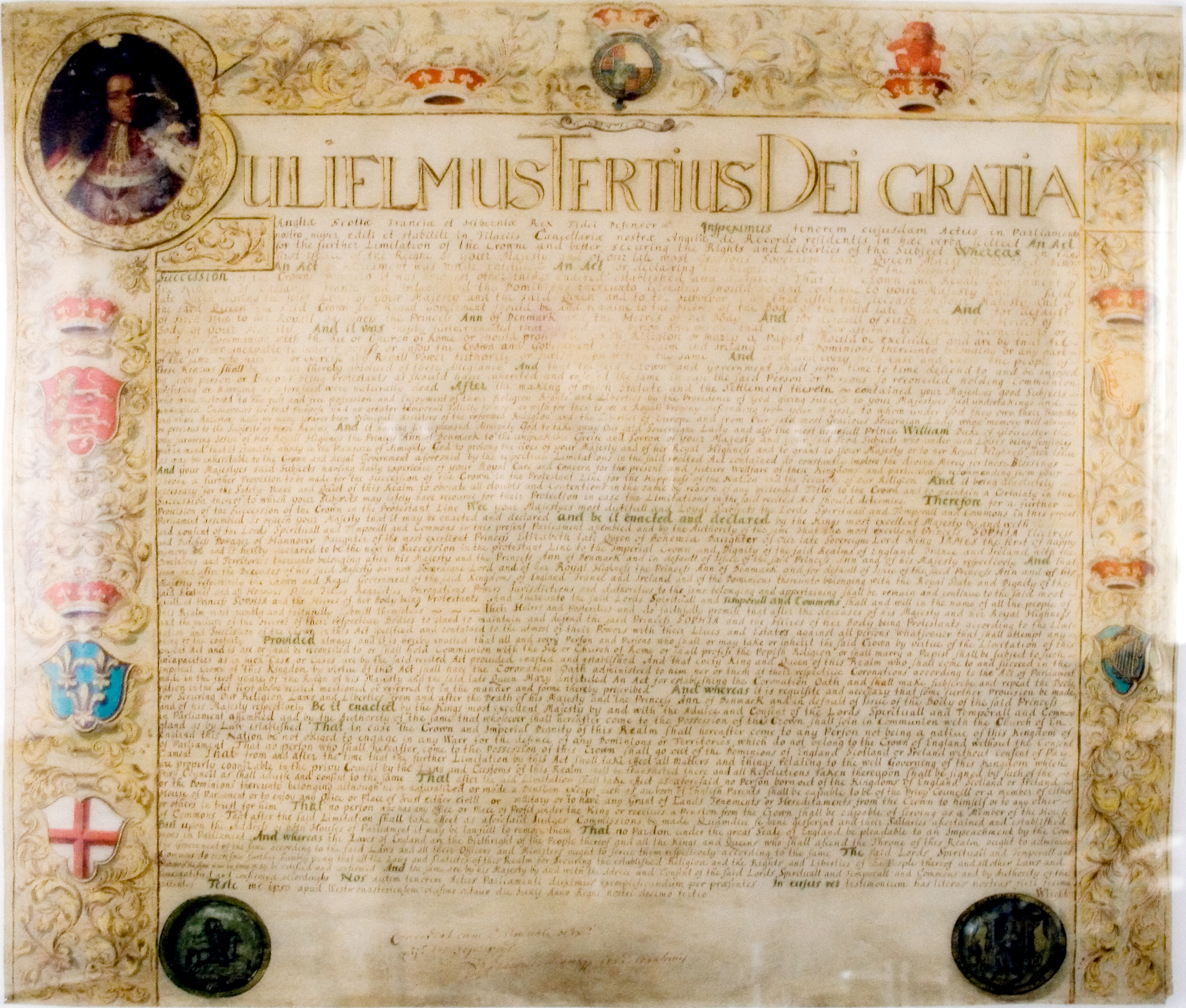
Act of Settlement, mit dem die protestantische Thronfolge auf dem englischen Königsthron geregelt wurde

Karte von Großbritannien (dunkelgrün), Irland und Hannover (hellgrün) 1789

Die Personalunion zwischen Großbritannien und Hannover bestand von 1714 bis 1837. In dieser Zeit war der Kurfürst von Braunschweig-Lüneburg bzw. König von Hannover gleichzeitig König von Großbritannien. Mit dem Act of Settlement schuf das englische Parlament 1701 die neue Grundlage der protestantischen Thronfolge im Königreich England. Unterschiedliche Thronfolgeregelungen führten zur Auflösung der Personalunion.

## Thronfolge in Großbritannien
Nach dem Tode der ohne Nachkommen gebliebenen Königin Anne Stuart von Großbritannien erbte der Kurfürst von Braunschweig-Lüneburg, Georg Ludwig, gemäß dem Act of Settlement von 1701, als nächster protestantischer Verwandter 1714 die britische Königskrone. Georg Ludwig verband durch diese Personalunion Großbritannien mit dem deutschen Kurfürstentum, das damit zu einem der mächtigsten im Heiligen Römischen Reich wurde. Allerdings sollte Hannover seine Eigenständigkeit behalten, weshalb die Staatskassen und die Regierungsgeschäfte getrennt blieben. Verwaltet und regiert wurde Kurhannover über die Deutsche Kanzlei in London und den dortigen hannoverschen Minister sowie den Geheimen Rat in Hannover, die sich mit dem Herrscher berieten und dessen Weisungen ausführten. Lediglich Georg Ludwig und sein Sohn Georg August bereisten noch das Kurfürstentum.
Die Personalunion endete erst 1837 mit der Thronbesteigung von Königin Victoria, da im Königreich Hannover, dem Nachfolgestaat des Kurfürstentums Braunschweig-Lüneburg, gemäß dem salischen Erbfolgerrecht nur männliche Nachkommen den Thron erben konnten. Daher ging die Herrschaft in Hannover auf Victorias Onkel über, Ernst August, Herzog von Cumberland.

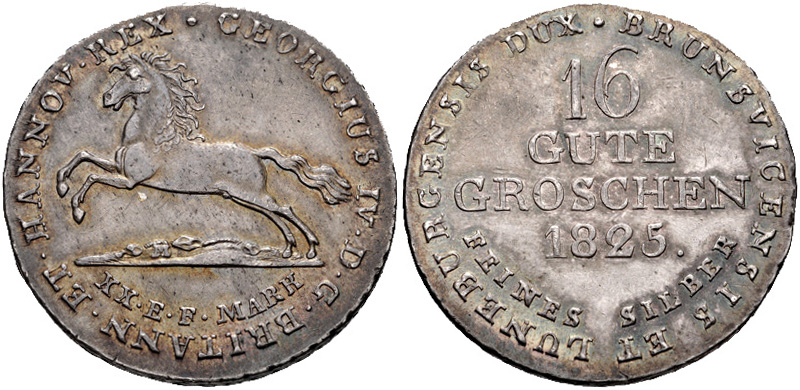
16 Gute Groschen von 1825 König Georgs IV. von Großbritannien und Hannover

## Die Thronfolge der Personalunion
- Georg I. (ab dem 1. August 1714)
- Georg II. (ab dem 11. Oktoberjul. / 22. Oktober 1727greg.)
- Georg III. (ab dem 25. Oktober 1760)
- Georg IV. (ab dem 29. Januar 1820)
- Wilhelm IV. (ab dem 26. Juni 1830)

Titel der Thronfolge in Personalunion:
- König von Großbritannien (bis 1801)
- König vom Königreich Irland (bis 1801)
- König des Vereinigten Königreiches (ab 1801)
- Kurfürst von Braunschweig-Lüneburg (bis 1806)
- König von Hannover (ab 1814)

## Dokumentarfilm
- arte.tv: Britanniens deutsche Dynastie vierteilige Doku Britanniens deutsche Dynastie. (Verfügbar bis zum 31. August 2029)